# Sonny Clark Trio
Sonny Clark Trio — студійний альбом американського джазового піаніста Сонні Кларка, що вийшов 1957 року на лейблі Blue Note Records. 

## Опис
Альбом став першою сесію для Кларка, записаною в складі власного тріо. У записі взяли участь контрабасист Пол Чемберс і ударник Філлі Джо Джонс. Запис відбувся 13 жовтня 1957 року на студії Van Gelder Studio в Гекенсеку (Нью-Джерсі). Альбом включає 6 джазових стандартів.
Оригінальний альбом випустила Blue Note Records на LP 13 листопада 1957 року. Перевидання на CD включає 3 альтернативні дублі.

## Список композицій
1. «Be-Bop» (Діззі Гіллеспі) — 9:54
2. «I Didn't Know What Time It Was» (Річард Роджерс, Лоренц Гарт) — 4:22
3. «Two Bass Hit» (Діззі Гіллеспі, Джон Льюїс) — 3:42
4. «Tadd's Delight» (Тедд Деймерон) — 6:02
5. «Softly, As in a Morning Sunrise» (Оскар Гаммерстайн II, Зігмунд Ромберг) — 6:33
6. «I'll Remember April» (Джин ДеПол, Патрісія Джонсон, Дон Рей) — 4:55

## Учасники запису
- Сонні Кларк — фортепіано
- Пол Чемберс — контрабас (1-5)
- Філлі Джо Джонс — ударні (1-5)

Технічний персонал
- Альфред Лайон — продюсер
- Руді Ван Гелдер — інженер
- Рід Майлс — дизайн
- Френсіс Вульфф — фотографія